# Francesca Carbone
Francesca Carbone (Italia, 17 de julio de 1968) es una atleta italiana retirada especializada en la prueba de 4x400 m, en la que consiguió ser subcampeona europea en pista cubierta en 2000.

## Carrera deportiva
En el Campeonato Europeo de Atletismo en Pista Cubierta de 2000 ganó la medalla de plata en los relevos de 4x400 metros, con un tiempo de 3:35.01 segundos, tras Rusia (oro) y por delante de Rumania (bronce).